# Битка при Уман
Битката при Уман е стълкновение между армиите на Германия и СССР от 15 юли до 8 август 1941 г. по време на Втората световна война. Съветските войски търпят тежко поражение, в резултат на което немците завладяват голяма част от Западна Украйна, достигат подстъпите на Кримския полуостров и Харков и застрашават Киев от юг.

## Германско настъпление и пробив на линията „Сталин“
В началото на операция Барбароса немската група армии „Юг“ (под командването на фелдмаршал Герд фон Рундщет) провежда успешно настъпление в Западна Украйна, с 1-ва танкова група (генерал Евалд фон Клайст) в авангард. С цената на големи загуби в танковото сражение между Дубно, Луцк и Броди съветските войски успяват да забавят напредването на Клайст и да се изтеглят към укрепената линия „Сталин“ на съветско-полската граница от 1939 г.
В първите дни на юли немските 17-а и части от 6-а армия атакуват в посока Тернопол, а 11-а армия настъпва от румънската граница през Бесарабия. На 5 юли 6-а армия осъществява пробив източно от Лвов. Два дни по-късно 13-а танкова дивизия превзема Бердичев, а на 9 юли, след тежки двудневни боеве, 14-а танкова дивизия превзема Житомир. В резултат на тези германски успехи отбранителната линия на съветския Югозападен фронт (командващ генерал Михаил Кирпонос) е пробита. Две левофлангови армии – 6-а и 12-а, са застрашени от обкръжение.
- Карта на бойните действия в Западна Украйна през юли-септември 1941 г.[2]

След пробива Клайст разпръсква силите си в няколко направления. 3-ти танков корпус (начело с генерал Еберхард фон Макензен) е изпратен към Киев, 14-и танков корпус (генерал Густав фон Витерсхайм) настъпва към Белая Церков, а 48-и танков корпус на генерал Вернер Кемпф поема на югоизток, към Казатин. Съветските контраатаки между 13 и 18 юли в района Бердичев – Житомир са неефективни.

## Преследване и обкръжаване на съветските войски при Уман
На 14 юли 1941 г. германската 1-ва танкова група се насочва към Уман в опит да загради пътя за отстъпление на съветските войски западно от долното течение на Днепър. Мястото ѝ на подстъпите към Киев заема армейска група „Шведлер“, наброяваща първоначално шест, по-късно девет, дивизии пехота. Осъзнавайки опасността, Ставката на съветското Върховно главно командване сформира 26-а армия (от 4-ти стрелкови и 5-и кавалерийски корпус). Първоначалният план предвижда армията да прекоси Днепър южно от Киев на 15 юли и да атакува левия фланг и тила на 1-ва танкова група. Германските войски научават за него от самолет, който по погрешка се приземява зад техните линии. Така войските на Шведлер се подготвят и отразяват удара.
- Карта на Уманското сражение

От 16 до 18 юли се състои битката за Казатин. В нея немската 16-а танкова дивизия първо изтласква съветските войски от града, а след това разгромява контраатакуващите 16-и механизиран и 37-и стрелкови корпус от състава на 6-а армия на генерал-лейтенат Иван Музиченко. Съветските войски губят стотици танкове.
По на юг, на 17 юли 17-а немска армия (генерал Карл-Хайнрих фон Щюлпнагел) извършва пробив в съветските линии около Летичев и Жмеринка и обхожда 6-а и 12-а съветска армия ог юг-югозапад. В сражението около Виница от 17 до 21 юли обаче 12-а армия (генерал-майор Павел Понеделин) осуетява опитите на немците да я обкръжат и отстъпва организирано на левия бряг на река Южен Буг. Контраударът на съветския 18-и механизиран корпус край Жмеринка обаче се проваля (поради лошото време и непроходимостта на пътищата) и 18-а армия (на десния фланг на Южния фронт) отстъпва на изток. Така силите на Понеделин са оставени без подкрепа и южният им фланг е открит. Съветските операции в полосата от Черно море до Киев и на север се координират от командването на Югозападното направление начело с маршал Семьон Будьони, комуто са подчинени войските на Югозападния и Южния фронт.
От 21 до 25 юли двете съветски армии (12-а и 6-а) прехвърлят ударните си сили на изток и, преследвани по петите от Щюлпнагел, правят опит да си пробият път към главните сили на Днепър. Насреща им извършва спомагателен удар 26-а армия. Офанзивата се разбива о 16-а танкова дивизия в боеве край Оратов, Животов и Монастирище. Преди обръчът на обкръжението да се затвори окончателно, Музиченко и Понеделин са принудени да отстъпят още по на юг. В същото време, на 22 – 23 юли, настъплението на немската 11-а танкова дивизия е спряно край Уман от съветския 2-ри механизиран корпус, прехвърлен от Бесарабия. Благодарение на това Понеделин и Музиченко избягват отново обкръжението. На 25 юли Ставката прехвърля двете армии от Югозападния в Южния фронт под командването на генерал Иван Тюленев. На същия ден пехотните сили на немската 6-а армия заемат позиции срещу съветските укрепления около Коростен и Киев и дават възможност на останалите два корпуса от 1-ва танкова група да се насочат към Уман. На 28 юли немците започват още по-дълбок обхват от север и изток с участието на 48-и и 14-и моторизиран корпус. Фланговете и тилът им са прикрити от придошлите пехотни съединения на 17-а армия. Съветският 2-ри механизиран корпус е обходен. За два дни (до 30 юли) немците достигат на 70 км южно от Уман и предрешават съдбата на съветските 6-а и 12-а армия. На 2 август 9-а танкова дивизия от корпуса на Витерсхайм, части от 11-а немска армия и унгарският подвижен корпус сключват обкръжението 40 км източно от Уман. Освен 6-а и 12-а армия, в „котела“ на обкръжението попадат и части от съветската 18-а армия.

## Уманският „котел“
Още към 1 август групата Понеделин (обединените 6-а и 12-а армия) остава почти без гориво и боеприпаси. Опитите за пробив на изток са затруднени от наличието на много реки и притоци, на които са се укрепили германците (49-и планинско-стрелкови корпус и други съединения) – Ятран, Синюха и др. 223-та стрелкова дивизия, която трябва да пробие обкръжението отвън, е подложена на удар от немския 3-ти танков корпус (Макензен) и разгромена край гр. Нови Миргород (2 август).
От 2 до 7 август продължават организираните опити за пробив на обкръжението, което става все по-плътно с прииждането на немски подкрепления. За неуспеха допринася разнопосочните действия на съветските командири. Понеделин опитва пробив на изток, към Новоархангелск, а Музиченко – на юг, към Первомайск. Междувременно, на 3 – 4 август, немската 16 танкова дивизия завзема гр. Первомайск и предмостие, изтласквайки съветските войски (18-а армия) южно от река Южен Буг и разширявайки разстоянието между обкръжените войски и силите на Южния фронт.
Усилията за пробив изчерпват силите на обкръжените армии и към 7 август в командването настъпва пълен хаос. Понеделин, Музиченко и няколко командири на корпуси са взети в плен; много генерали загиват; около 11 000 бойци успяват да си пробият път извън обкръжението.

## Равносметка
В битката при Уман са пленени, по германски източници, 103 000 червеноармейци, а съветските загуби в техника възлизат на 317 танка, 1100 оръдия (858 артилерийски и 242 противотанкови оръдия) и 5286 камиона. Германците също търпят сериозни загуби. Само 49-и планински корпус, в състав 1-ва и 4-та планинска дивизия, губи 145 офицери и 4961 души. Победата позволява на група армии „Юг“ да завладее цяла западна Украйна. През август 1941 г. румънски войски обсаждат Одеса, а 1-ва танкова група на Клайст прекосява Днепър при Кременчуг и участва в разгрома на съветските войски в битката за Киев през септември.
В книгата „Fallen Soviet generals“ се изказва мнението, че съветското поражение при Уман е в резултат не само от германско превъзходство в хора и техника, но и от заповедта на Сталин за неотстъпление, както и нерешителността маршал Будьони и генерал-лейтенант Тюленев. Според руския историк А. Исаев основната причина е в дезориентацията на Ставката. След германския пробив на линията на Сталин между Житомир и Бердичев тя преценява, че германските танкове няма да губят време за обкръжаване на съветските войски западно от Днепър, а ще поемат направо на изток – към богатия промишлен район Донбас. Затова на 28 юли – дни преди падането на Уман – Москва нарежда на Кирпонос и Тюленев да преминат в офанзива срещу немците.